# Anopheles fluminensis
Anopheles fluminensis este o specie de țânțari din genul Anopheles, descrisă de Francis Metcalf Root în anul 1927. Conform Catalogue of Life specia Anopheles fluminensis nu are subspecii cunoscute.